# Molgula mollis
Molgula mollis är en sjöpungsart som beskrevs av William Abbott Herdman 1899. Molgula mollis ingår i släktet Molgula och familjen kulsjöpungar. Inga underarter finns listade i Catalogue of Life.